# Belmont-sur-Vair
Belmont-sur-Vair är en kommun i departementet Vosges i regionen Grand Est (tidigare regionen Lorraine) i nordöstra Frankrike. Kommunen ligger i kantonen Bulgnéville som tillhör arrondissementet Neufchâteau. År 2022 hade Belmont-sur-Vair 124 invånare.

## Befolkningsutveckling
Antalet invånare i kommunen Belmont-sur-Vair
| Referens: INSEE |